# ダグラス クラウドスター II
ダグラス クラウドスター II
ダグラス クラウドスター II
- 製造者：ダグラス・エアクラフト
- 初飛行：1947年3月12日
- 生産数：1機
- 運用状況：試作のみ

ダグラス クラウドスター II （Douglas Cloudster II）は、1940年代にアメリカ合衆国で製作された5人乗り小型機の試作機である。本機は胴体内に内蔵した2基のピストンエンジンで一つの推進式のプロペラを駆動するという変わった形式を採っていた。商業的に成功するには高価すぎることが分かり、1機のみが製作されて2度の飛行を行っただけであった。

## 設計と開発
1940年代初めの頃からダグラス・エアクラフト社は、主翼からエンジンの様な抵抗を発する物を取り除くことで抵抗を低減するために、胴体内に内蔵したエンジンで従来の尾翼の背後に装着した推進式プロペラを駆動する高性能な双発機用の形態を開発していた。この形態は最初に1944年に初飛行したダグラス XB-42 ミックスマスターで検証されて通常の双発機よりも30%の抵抗軽減が見られ、飛行中の片発停止時の左右の推力不均衡に起因する問題も排除していた。
XB-42の当初の成功によりダグラス社はこの将来性のある新しい形態を中距離旅客機のダグラス DC-8と企業幹部やチャーター便での使用に適した5人乗り軽飛行機の「モデル10153」（又は「クラウドスター II」）に採用した。
クラウドスター IIは全車輪式の引き込み可能な降着装置を持つ低翼単葉機であった。パイロットと4名の乗客は角度の付かない層流翼の主翼よりも前方の閉鎖式キャビン内に搭乗し、2基の空冷エンジンは後部胴体内に搭載されていた。尾翼の後ろに装着された直径8 footの2枚ブレードのプロペラはベル P-39戦闘機から流用したドライブシャフトを介して駆動され、主翼前方の吸入口から取り入れられた空気は直接エンジンを冷却した後に胴体下部の排出口から排気された。

## 運用の歴史
クラウドスター IIは1947年3月12日に初飛行を行った。機体の性能と操縦性は良好であったが、過度の振動と地上でのオーバーヒートに悩まされた。戦後の民間航空機市場は望んだようには拡大しない一方で機体価格は計画当初の$3万から商業的な成功が望めない$6万8,000にまで上昇したため、試作機は2回飛行したのみで1947年遅くに計画は破棄された。

## 要目
出典: McDonnell Douglas Aircraft since 1920
諸元
- 乗員: 1
- 定員: 4
- 全長: 12.13 m （39 ft 10 in）
- 全高: 3.66 m （12 ft 0 in）
- 翼幅: 10.78 m（35 ft 4 in）
- 翼面積: m2 （ft2）
- 空虚重量: 1,451 kg （3,200 lb）
- 運用時重量: 2,307 kg （5,085 lb）
- 有効搭載量: kg （lb）
- 最大離陸重量: kg （lb）
- 動力: コンチネンタル E250 空冷 水平対向エンジン、190 kW （250 hp[nb 1]

）   × 2
性能
- 超過禁止速度: km/h （kt）
- 最大速度: 369 km/h （199 kn） 229 mph at 1,200 ft (365 m)
- 巡航速度: 322 km/h （174 kn） 200 mph
- 失速速度: km/h （kt）
- フェリー飛行時航続距離: 1,891 km （1,021 nmi） 1,175 mi
- 航続距離: 1,529 km （826 nmi） 950 mi
- 実用上昇限度: 6,767 m （22,200 ft）
- 上昇率: 7.6 m/s （1,500 ft/min）
- 離陸滑走距離: m （ft）
- 着陸滑走距離: m （ft）
- 翼面荷重: 45.7 kg2 （9.35 lb/ft2）
- 馬力荷重（プロペラ）: kW/kg （hp/lb）

## 参照